# Osvetnici 2: Vladavina Ultrona
Osvetnici 2: Vladavina Ultrona (eng. Avengers: Age of Ultron) je američki film iz 2015. godine koji je napisao i režirao Joss Whedon.
Temelji se na Marvel Comics superjunačkom timu Osvetnici, producira ga Marvel Studios, a distribuira Walt Disney Studios Motion Pictures. Riječ je o jedanaestom filmu u Marvel Cinematic Universe-u i nastavak je filma Osvetnici iz 2012. godine.
Film je najavljen u svibnju 2012. godine, odmah nakon objavljivanja Osvetnika. U kolovozu iste godine Joss Whedon, redatelj prvog filma, potvrdio je da će biti redatelj u sljedećem filmu, nedugo nakon što je određen datum njegovog izlaska.

## Radnja
U Sokoviji, istočnoeuropskoj zemlji, Tony Stark, Steve Rogers, Thor, Bruce Banner, Natasha Romanoff i Clint Barton napadaju bazu HYDRA kojom zapovijeda barun Strucker, koji eksperimentira na ljudima koristeći Lokijevo žezlo. Skupina se sukobljava s blizancima koje pokreću Struckerovi eksperimenti: Pietro, koji može trčati nadljudskim brzinama, i Wanda Maximoff, koja može manipulirati umovima i stvarati energetska polja. Nakon teške borbe, Osvetnici uspijevaju vratiti Lokijevo žezlo.
U Avengers Toweru, Stark i Banner otkrivaju da se unutar kamena žezla nalazi umjetna inteligencija i potajno je koriste za dovršetak globalnog obrambenog programa "Ultron". Međutim, tijekom zabave organizirane u povodu pobjede, Ultron se aktivira, uništava J.A.R.V.I.S.-a i napada tim. Ultron bježi s Lokijevim žezlom i skloni se u Struckerovu bazu u Sokoviji, gdje nadograđuje svoje tijelo i gradi vojsku dronova, a zatim regrutira blizance Maximoff, koji Starka smatraju krivim za smrt svojih roditelja i zajedno odlaze do trgovca oružjem Ulyssesa Klauea  kako bi dobili vibranium. Osvetnici ih uspijevaju presresti i suočiti se s njima, ali Wanda manipulira njihovim umovima tako što ih tjera da imaju vizije. Hulk, u stisku ludila uzrokovanog vizijama, počinje uništavati grad, a Stark koristi oklop Hulkbuster da ga zaustavi.
Budući da je Ultron prisutan u svim računalnim sustavima svijeta i još uvijek potresen vizijama, Osvetnici se sklone na Bartonovu farmu, gdje upoznaju njegovu suprugu Lauru i njegovu djecu. Thor, međutim, odluči otići i konzultirati se s dr. Erikom Selvigom o značenju svoje vizije, dok Romanoff i Banner, u intimnosti, planiraju zajedno pobjeći na kraju misije. Dolazak Nicka Furyja ohrabruje tim da smisli plan kako zaustaviti Ultrona koji je u međuvremenu otišao u Seul kod dr. Helen Cho, saveznici Osvetnika, prisiljavajući je da koristi sintetičku tkaninu koju je stvorila, zajedno s kamenom žezla, kako bi stvorila savršeno tijelo. Kada Ultron počne prenositi svoju svijest u novo tijelo, Wanda čita njegov um, otkrivajući tako njegove planove za eliminaciju ljudske rase te bježi zajedno s bratom. Rogers, Romanoff i Barton stižu u Seul tražiti Ultrona, trojica uspijevaju pronaći sintetičko tijelo, ali Ultron hvata Romanoffu i bježi. U međuvremenu, u Avengers Toweru, Stark i Banner odluče pokušati prebaciti J.A.R.V.I.S.-a koji se skrivao na internetu kako bi pobjegao Ultronu, u sintetičko tijelo. Thor se vraća i munjevito aktivira tijelo, objašnjavajući da je stvaranje ovog androida dio njegove vizije i da je kamen žezla "kamen uma", jedan od šest "kamena vječnosti", najmoćnijih artefakata svemira.
Zajedno s novostvorenim Visionom i Maximoffovima, koji se pridružuju timu, Osvetnici putuju u Sokoviju, gdje je Ultron koristio vibranium kako bi izgradio stroj sposoban podići grad i srušiti ga na tlo, stvarajući tako snažan utjecaj da uzrokuje globalno izumiranje. Kako grad počinje rasti, Banner spašava Romanoffa, koji budi Hulka. Osvetnici se bore protiv Ultronove vojske i istovremeno ga pokušavaju spriječiti u provedbi svog plana. Osvetnici pokušavaju evakuirati što više civila, a Nick Fury i Maria Hill, na helicarrieru, i James Rhodes im priskoče u pomoć. Peter, međutim, umire kako bi spasio Bartona i dijete, a Wanda, očajna, napušta svoj položaj da uništi androida, dopuštajući tako jednom od dronova da aktivira stroj. Grad počinje padati, ali Stark i Thor uspijevaju preopteretiti stroj i raznijeti grad u letu. Hulk, bojeći se ugroziti Romanoffu ako pobjegnu zajedno, bježi na quinjet, dok Vision zauvijek uništava Ultrona. Nešto kasnije, Osvetnici osnivaju novu bazu. Thor, vjerujući da je Kamen Uma siguran s Visionom, vraća se u Asgard kako bi saznao više o tajanstvenim silama koje su manipulirale nedavnim događajima. Stark i Barton povlače se iz tima, dok se Rogers i Romanoff pripremaju za obuku novog tima Osvetnika, koji čine Rhodes, Maximoff, Vision i Sam Wilson.
U sceni koja se pojavljuje u sredini odjavne špice, Thanos nosi Rukavicu vječnosti i navodi da će osobno vratiti kamenje.

## Glumci

### Glavni
- Robert Downey Jr. kao Tony Stark / Iron Man: član i direktor Osvetnika. Briljantan inženjer, playboy i filantrop tvorac visokotehnološkog oklopa koji i sam nosi.
- Chris Hemsworth kao Thor: član Osvetnika i nasljednik prijestolja Asgarda.
- Mark Ruffalo kao Hulk: član Osvetnika i briljantan znanstvenik koji se, nakon što se podvrgne gama zračenju, pretvara u ogromno zeleno biće kad god se naljuti.
- Chris Evans kao Steve Rogers / Kapetan Amerika: vođa Osvetnika, veteran je Drugog svjetskog rata pojačan eksperimentalnim serumom. Ostao je zamrznut sedamdeset godina prije nego što je pronađen u ledu.
- Scarlett Johansson kao Natasha Romanoff / Black Widow: članica osvetnika i visoko obučena bivša špijunka S.H.I.E.L.D.-a.
- Jeremy Renner kao James Burton / Hawkeye: član Osvetnika i vješt strijelac koji je intenzivno radio za S.H.I.E.L.D.
- Don Cheadle kao James "Rhodey" Rhodes / War Machine: časnik američkog ratnog zrakoplovstva i blizak prijatelj Tonyja Starka.
- Aaron Taylor-Johnson kao Pietro Maximoff / Quicksilver: Scarletin brat blizanac, trči vrlo velikom brzinom.
- Elizabeth Olsen kao Wanda Maximoff / Scarlet: Quicksilverova sestra blizanka, ima telekinetičke, telepatske i hipnotičke moći.
- Paul Bettany kao Vision: android koji je stvorio Ultron.
- Cobie Smulders kao Maria Hill: bivša visoka agentica S.H.I.E.L.D.-a koja sada radi za Starka
- Anthony Mackie kao Sam Wilson: vojnik specijaliziran za zračnu borbu zahvaljujući posebnim krilima na odijelu, prijatelj je Kapetana Amerike.
- Hayley Atwell kao Peggy Carter: časnica Strateške znanstvene rezerve, suosnivačica S.H.I.E.L.D.-a i ljubavni interes Kapetana Amerike tijekom rata.
- Idris Elba kao Heimdall: asgardski čuvar Bifrǫsta.
- Stellan Skarsgård kao Erik Selvig: briljantni Thorov astrofizičar.
- Upozorenje čitatelju: Slijedi tekst koji sadrži pojedinosti o radnji ili o završetku ovog djela.James Spader kao Ultron: umjetna inteligencija koju su razvili Stark i Banner kao svjetski obrambeni program, uspješno aktivirana zahvaljujući Kamenu Uma sadržanom u Lokijevom žezlu. On ima kompleks Boga i želi vratiti mir na Zemlju uništavajući čovječanstvo.
- Samuel L. Jackson kao Nick Fury: bivši direktor S.H.I.E.L.D.-a koji je prvi regrutirao Osvetnike.

### Sporedni
- Thomas Kretschmann i Henry Goodman vraćaju se kao barun Strucker i dr. List: čelnici i znanstvenici HYDRA-e poznati po eksperimentima na ljudima, naprednoj robotici i umjetnoj inteligenciji.
- Linda Cardellini kao Laura Barton: supruga Hawkeyea.
- Claudia Kimm kao dr. Helen Cho: poznata seoulska genetičarka koja pomaže Osvetnicima.
- Andy Serkis kao Ulysses Klaue: trgovac oružjem i krijumčar, Starkov stari poznanik iz vremena kada je prodavao oružje.
- Julie Delpy kao Madame B.: učiteljica mlade Natashe u "Crvenoj sobi".
- Kerry Condon daje glas F.R.I.D.A.Y.-u: Starkov zamjenski pomoćnik umjesto J.A.R.V.I.S.-a
- Josh Brolin kao Thanos.

### Cameo
- Stan Lee pojavljuje se u cameo ulozi kao veteran na zabavi Osvetnika.

## Produkcija

### Predprodukcija
U listopadu 2011. godine Kevin Feige, predsjednik Marvel Studiosa, tijekom New York Comic Cona, rekao je da će "Iron Man 3 biti prvi film u, kako mi to zovemo, drugoj fazi ove sage koja će kulminirati u osvetnicima 2". Na premijeri filma Osvetnici Feige je dodao da je Joss Whedon u ugovoru imao opciju vratiti se režirati nastavak, ali još nije bio siguran želi li to učiniti. U svibnju 2012. godine, nakon uspjeha Osvetnika, izvršni direktor Disneyja Robert Iger potvrdio je razvoj nastavka filma. Većina glumaca potpisala je ugovore za više filmova, ali ugovor Roberta Downeyja Jr. istekao je s Iron Manom 3. U kolovozu 2012., nakon razdoblja neodlučnosti, Joss Whedon potpisao je scenarij i režiju filma te razvoj TV serije Agenti S.H.I.E.L.D.-a. U travnju 2013. snimanje je trebalo započeti početkom 2014. u studiju Shepperton u Engleskoj. Na premijeri filma Iron Man 3 Whedon je tvrdio da je završio prvi nacrt scenarija i počeo raditi na ploči scenarija i upoznavati glumce. Dodao je da je priču s Downeyjem Jr. napisao na putu te da će među novim likovima biti par brata i sestre (misleći na Quicksilvera i Scarlet).
Tijekom iznenadnog pojavljivanja na Comic-Conu u San Diegu 2013. godine Whedon je objavio naslov filma: "Avengers: Age of Ultron". Unatoč istom naslovu, film se neće temeljiti na crossoveru stripova Age of Ultron iz 2013. godine. Feige je objasnio: "Razmišljali smo o raznim naslovima, ali onda je jednog dana izašao ovaj novi strip s velikim naslovom, Age of Ultron. Razmišljali smo o drugim naslovima koji će završiti s 'of Ultron', ali to je ostalo najbolje. Zato smo posudili naslov, ali priča će biti potpuno drugačija."
Whedon je dodao: "Napravit ćemo vlastitu verziju Ultrona. On će biti Ultron više vezan za filmski svemir nego za stripove. I ne zaboravimo da u originalnoj priči postoji Hank Pym, lik koji neće biti u našem filmu. U osnovi ćemo uzeti stvari koje volimo iz stripova, ali prilagodit ćemo ih na svoj način."
U siječnju 2014. udruga Fort Bard, u Valle d'Aosta, najavila je da će dio filma biti snimljen na Forteu i drugim mjestima u regiji. Sljedećeg mjeseca Gauteng Film Commission objavila je da će se sekvence snimati u Johannesburgu u veljači. Ubrzo nakon toga, Marvel je najavio da će Južna Koreja također biti jedna od lokacija filma.

### Casting
U svibnju 2013. godine Robert Downey Jr. započeo je pregovore o produljenju ugovora s Marvelom i konačno potpisao u lipnju za sudjelovanje u Avengers 2 i Avengers 3 nastavcima.
U kolovozu 2013. objavljeno je da će negativca Ultrona glumiti James Spader. U studenom su Elizabeth Olsen i Aaron Taylor-Johnson ušli u glumačku postavu kao braća Wanda i Pietro Maximoff, superjunaci Scarlet i Quicksilver. Krajem godine službeno je potvrđen povratak Marka Ruffala, Chrisa Evansa, Samuela L. Jacksona, Chrisa Hemswortha, Jeremyja Rennera, Scarlett Johansson, Cobieja Smuldersa i Dona Cheadlea. Početkom 2014. godine Thomas Kretschmann dobio je ulogu baruna Wolfganga von Struckera a Paul Bettany, glasovni glumac J.A.R.V.I.S.-a u prethodnim MCU filmovima, pridružio se glumcima kao Vision. U kolovozu 2014. godine Stellan Skarsgård otkrio je da će se vratiti kao Erik Selvig. Dana 2. studenog 2014. glumac Idris Elba potvrdio je da je bio u filmu kao Heimdall zajedno s Tomom Hiddlestonom kao Lokijem. U veljači 2015. godine Andy Serkis potvrđen je kao Ulysses Klaw, kao i povratak Anthonyja Mackieja kao Falcona.

### Snimanje
Snimanje drugog nastavka započelo je 24. veljače 2014. u Johannesburgu u Južnoj Africi, gdje su snimljene akcijske sekvence u kojima je glumio Hulka. Sredinom ožujka započela su glavna snimanja u Studiju Shepperton, gdje je ekipa snimala četiri mjeseca. 22. ožujka produkcija se preselila u Fort Bard, Aostu, Verrès i Pont-Saint-Martin gdje su snimljene akcijske sekvence u kojima glume Jeremy Renner (Hawkeye), Scarlett Johansson (Crna udovica), Aaron Taylor-Johnson (Quicksilver) i Elizabeth Olsen (Scarlet). Snimanje u Južnoj Koreji započelo je 30. ožujka i trajalo je do 14. travnja. Snimanje je započelo 8. travnja u Hawley Woodsu u Hampshireu. Sredinom travnja snimljene su scene s Hayley Atwell (Peggy Carter), smještene tijekom prisjećanja u četrdesetima. Dodatne scene snimane su u Chittagongu u Bangladešu u Royal Hollowayu London u državi New York.
Whedon je 8. kolovoza na Twitteru objavio da je završio sa snimanjem filma.

### Postprodukcija
U lipnju 2014. godine IMAX Corporation objavio je da će film biti pretvoren u IMAX 3D. Nakon završetka snimanja otkriveno je nekoliko članova glumačke postave, uključujući Anthonyja Mackieja, Idris Elbu i Toma Hiddlestona, koji su se vratili iz prethodnih MCU filmova. Međutim, scene s Hiddlestonom izrezane su iz završne montaže, a Whedon je objasnio da snimljene scene "nisu uspjele" i da ne želi "previše gušiti film". Dodatne scene snimljene su u Pinewood Studiju u siječnju 2015. U prosincu 2014. otkriveno je ime lika Laure Kim, dr. Helen Cho. U veljači 2015. godine Marvel je kroz promotivni materijal potvrdio da će Serkis glumiti Ulyssesa Klauea. U travnju 2015. u filmu su otkrivene Linda Cardellini i Julie Delpy. Otprilike u isto vrijeme Whedon je otkrio da film neće imati scenu nakon odjavne špice, kao što je praksa u MCU filmovima. Whedon je objasnio da traži nešto za snimanje, ali nije mogao pronaći ništa što bi moglo odgovarati "Schwarma sceni" iz Osvetnika. Feige je kasnije ispravio Whedona, rekavši: "Bit će scena tijekom odjavne špice. Ali ne i scena nakon odjavne špice."
U svibnju 2015. godine Whedon je otkrio da je imao nekoliko poteškoća s Marvelovim rukovoditeljima oko uređivanja filma. Producenti nisu bili zadovoljni Hawkeyeovim scenama na farmi i Scarletinim induciranim Avengers snovima. Whedon je u početku snimao mnogo dužu verziju scene Thora i Selviga u špilji, ali publika na probnoj projekciji filma nije bila impresionirana. U sceni, Thor je trebao biti opsjednut Norneom, božicama sudbine, dok ju je Selvig pitao za objašnjenja o Thorovim halucinacijama. Whedon je također rekao da želi uključiti Kapetanicu Marvel i Spider-Mana na kraju filma, ali da ne može zbog nedostatka dogovora sa Sony Picturesom koristiti Spider-Mana i zato što u to vrijeme glumica za Kapetanicu Marvel još nije bila izabrana.
Film sadrži tri tisuće vizualnih efekata, koje je stvorilo deset različitih tvrtki, uključujući Industrial Light & Magic (ILM), Trixter, Double Negative, Animal Logic, Framestore, Lola VFX, Territory, Perception, Method Studios, Luma Pictures i Treći kat. Kako bi radio na filmu, ILM je otvorio nove urede u Londonu i razvio novi sustav snimanja pokreta pod nazivom Muse, koji bolje bilježi glumčevu izvedbu i kombinira različite snimke. [80] Što se tiče procesa hvatanja pokreta. 
Za novu bazu Osvetnika, Method Studios stvorio je digitalnu bazu, a zatim izdvojio znakove iz stvarnog skupa, stavljajući ih u novo virtualno okruženje. Method Studios također je surađivao na Iron Manovom novom oklopu i odigrao ključnu ulogu u stvaranju Scarletovih CGI moći. Većina kompjuterskih monitora u Starkovom laboratoriju, u laboratoriju dr. Cho, u Quinjetu i drugim lokacijama nisu dodani u postprodukciji, ali su stvarno bili na setu, kako bi pridonijeli realizmu filma i uštedjeli na proračunu za postprodukciju.

## Glazba
U ožujku 2014. godine Brian Tyler potpisao je skladanje soundtracka filma, čime je glazbenik potpisao treću suradnju s Marvelom nakon Iron Mana 3 i Thor: Svijet tame. Tyler je izjavio da želi odati počast glazbi Johna Williamsa za Ratove zvijezda, Supermana i Otimače izgubljenog kovčega te da će se referencirati na glazbu iz filmova Iron Mana, Thora i Kapetan Amerike kako bi se stvorio sličan glazbeni svemir. Danny Elfman također je pridonio soundtracku, preradi glavne teme Osvetnika, koju je izvorno skladao Alan Silvestri. Soundtrack je digitalno objavljen 28. travnja, a objavljen na fizičkim medijima 19. svibnja 2015.

## Promocija
Rani najavni trailer za film pokazao je Joss Whedon na Comic-Conu u San Diegu 2013. godine, gdje je otkriven i naslov filma. Trailer je predstavljen u posebnom sadržaju Blu-ray izdanja Iron Mana 3. Na Comic-Conu u San Diegu 2014. glumci su sudjelovali tijekom panela Marvel Studiosa i premijerno su prikazane neke sekvence filma.
Najava za teaser trebala se emitirati 22. listopada 2014. tijekom emitiranja Agenata S.H.I.E.L.D.-a, no 20. listopada na internetu se pojavila leakana verzija koja je procurila, a ubrzo nakon toga Marvel je objavio trailer u službenoj verziji. Umjesto trailera, scena iz filma premijerno je prikazana tijekom epizode Agenti S.H.I.E.L.D.-a 22. listopada, a dodatne scene u backstageu prikazane su tijekom Marvelovog specijala 75 Years: From Pulp to Pop!, koji je emitiran 4. studenog na ABC-u.
Novi trailer emitiran je 23. prosinca 2014. na ESPN-u, tijekom utakmice NCAA College Football i ubrzo nakon toga objavljen na internetu. Treći trailer obožavatelji su "otključali" 4. ožujka 2015. na Twitteru, a zatim je emitiran sljedećeg dana tijekom premijere televizijske serije American Crime.

## Distribucija

### Kino
Film je objavljen u 2D, 3D i IMAX 3D-u 1. svibnja 2015., u nekim zemljama ranije kao premijera.

### Home video
Film je objavljen kao digitalno preuzimanje 8. rujna 2015., a na DVD-u i Blu-rayu ga je objavio Walt Disney Studios Home Entertainment 23. rujna 2015. godine. Digitalno izdanje i Blu-ray izdanje sadrže uvide iza kulisa, audio komentare, izbrisane scene i bloopere. Film će kasnije biti objavljen u box setu s 13 diskova "Marvel Cinematic Universe: Phase Two Collection" koji sadrži sve filmove druge faze.

## Nastavci
28. listopada 2014., Marvel Studios najavio je dva nastavka: Osvetnici: Rat beskonačnosti i Osvetnici: Završnica, oba u režiji Anthonyja i Joea Russoa, a napisali su ih Christophera Markusa i Stephena McFeelyja. U početku su filmovi najavljeni kao Avengers: Infinity War - 1. dio i Avengers: Infinity War - 2. dio.  Dva filma igra glumačka postava koja uključuje Downeyja Jr., Evansa, Hemswortha, Ruffala, Hiddlestona, Johanssona, Stana, Olsena, i Brolina, u ulogama Iron Mana, Kapetana Amerika, Thora, Hulka, Lokija, Crne udovice, Winter Soldiera, Scarlet Witch i Thanosa. Chris Pratt, koji glumi Petera Quilla/Star-Lorda u Čuvarima galaksije i nastavku, također će se pojaviti u filmovima.
Oba filma u cijelosti su snimana u IMAX formatu.

## Vanjske poveznice
- Službena stranica
- Osvetnici 2: Vladavina Ultrona u internetskoj bazi filmova IMDb-a